# Arachide
Ne doit pas être confondu avec Arachnide.
Arachis hypogaea
Espèce
Classification phylogénétique
L'arachide (Arachis hypogaea), dont le fruit s'appelle selon les régions francophones du monde, cacahuète, cacahouète, arachide, pois de terre, pistache de terre ou pinotte (de l'anglais peanut), est une plante de la famille des légumineuses (Fabaceae) originaire du nord-ouest de l'Argentine et du sud-est de la Bolivie et cultivée dans les régions tropicales, subtropicales et tempérées pour ses graines oléagineuses. Elle présente la particularité d’enterrer ses fruits après la fécondation.

## Étymologie et terminologie
À partir de 1682, le père Charles Plumier (1646-1704), au cours de ses voyages d’exploration aux Antilles, décrivit et nomma le premier les plantes de cette région. Dans Nova plantarum americanarum genera (1703), il décrit l’arachide sous le nom de Arachidna quadrofolia qu'on appelait « pois de terre » ou « pistache de terre » aux Antilles.
Puis en 1753, Carl Linné lui donne le nom de Arachis hypogaea.
Le nom de genre Arachis est un mot forgé par Linné en 1753 à partir du grec ancien ἄραχος / árakhos, « pois, gesse ».
L'épithète spécifique hypogaea dérive de l'adjectif grec ὑπόγειος / hypógeios composé de ὑπό / hupó, « sous »), γῆ / guê, « terre » et du suffixe -ιος / -ios, et signifie donc « souterrain ».

## Description

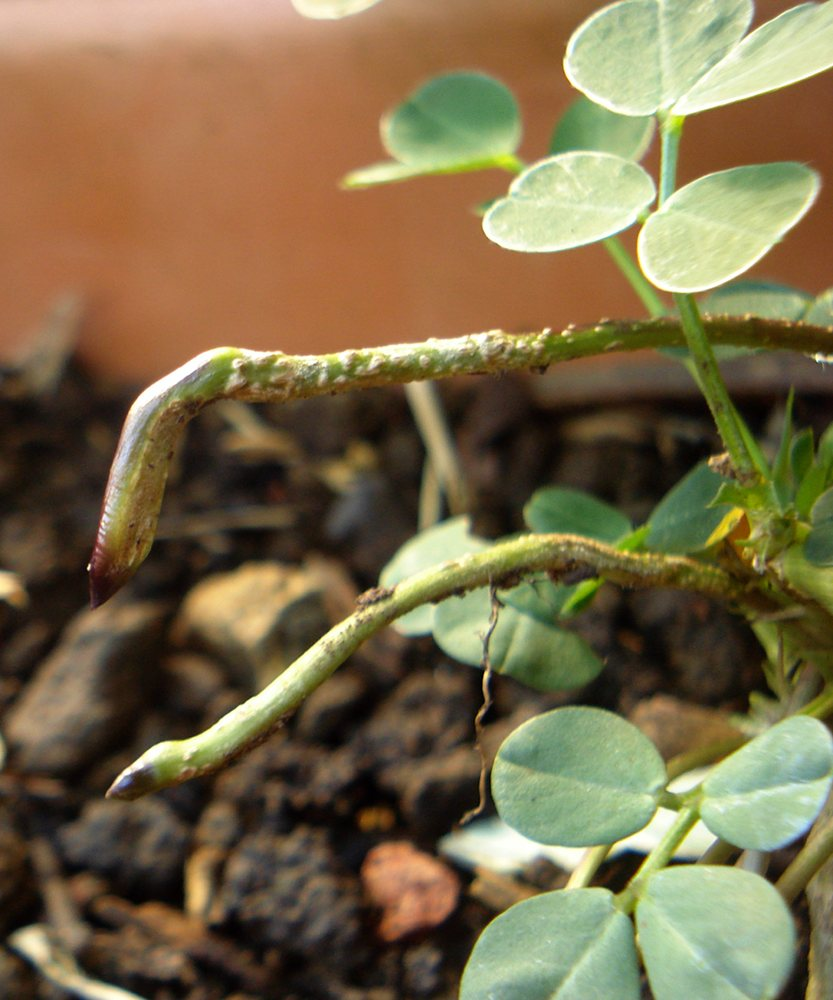
Deux ovaires d'arachide après la chute des fleurs. L'ovaire fécondé est plus épais et plus clair que la tige, et terminé par un bout pointu de couleur violette, qui permet de creuser la terre lors de sa croissance.

L'arachide est une plante annuelle à fleurs jaunes de 20 à 90 cm de hauteur.
Les feuilles sont composées à deux ou trois paires de folioles membraneuses, ovales. Elles sont munies à leur base de stipules engainantes.
Les fleurs sont presque sessiles et apparaissent à l’aisselle des feuilles, isolément ou en petits groupes. La corolle papilionacée est jaune orangé. Les étamines au nombre de neuf sont soudées en tube par leur filet. L’ovaire est inséré sur un support particulier, le gynophore.
Après fécondation, l’ovaire est porté en terre par le développement du gynophore qui s’allonge en se courbant vers la terre par géocarpie.
Le fruit mûrit à une profondeur de 3 à 5 cm. C’est une plante qui requiert pour cette raison un sol léger et bien drainé. Le fruit est une gousse (anciennement appelé un « légume ») de 3 à 4 cm de long, appelée coque sur le plan commercial. La gousse multiséminée à déhiscence longitudinale, typique des Fabacées, subit une modification morphologique : elle devient pauciséminée et indéhiscente, réticulée extérieurement et étranglée entre les graines (le plus souvent seulement deux).
Les graines ovoïdes sont enveloppées dans un tégument sec rouge.

## Histoire
Le genre Arachis est endémique d'Amérique du Sud. L'arachide cultivée (Arachis hypogaea) est issue d'une hybridation entre deux espèces sauvages, probablement A. duranensis et A. ipaensis. L'hybride initial aurait été stérile, mais un doublement chromosomique spontané aurait restauré sa fertilité, formant ce qu'on appelle un amphidiploïde ou allotétraploïde. L'hybridation se serait produite une seule fois et aurait donné naissance à A. monticola, une forme sauvage d'arachide qui se rencontre spontanément en Argentine ou en Bolivie,.
Les plus anciens vestiges archéologiques connus de gousses d'arachide datent d'environ 7 600 ans, peut-être une espèce sauvage en culture ou A. hypogaea au début de la domestication. L'arachide était donc déjà cultivée en Amérique du Sud à l'arrivée des conquistadors. Il en est fait état pour la première fois dans une chronique espagnole de 1569, à propos du Pérou où, par la suite, on a trouvé en grand nombre des pousses et des graines d'arachides dans les tombes précolombiennes.
Jean de Léry, pasteur, grand voyageur et écrivain français décrit cette plante sous le nom de «manobi » comme une culture de la région de Rio : 

« Les sauvages ont semblablement une sorte de fruicts, qu’ils nomment Manobi, lesquelles croissans dans terre comme truffes, et par petits filemens s’entretenans l’un l’autre, n’ont pas le noyau plus gros que celuy de noisettes franches, et de mesme goust. »

— Jean de Léry, Histoire d’un voyage faict en la terre du Brésil, 1564
Au XVIIe siècle, le père Charles Plumier, religieux français de l'ordre des Minimes, botaniste et voyageur-naturaliste, la signale aux Antilles. Les négriers portugais l'importèrent, semble-t-il, en Afrique vers le milieu du XVIe siècle. Bientôt les indigènes de la Sénégambie la cultivent autour des cases, et dès 1560, Alvarez de Almada, parle d'abondantes récoltes de manteiga consommée fraîche par les Mandingues.

## Culture
Pour bien se développer, les cacahuètes ont besoin de temps chaud tout au long de la saison de croissance. Elles peuvent être cultivées avec seulement 350 mm d'eau mais pour de meilleurs rendements, il faut au moins 500 mm.
Le cycle de culture dure de 90 à 150 jours selon les variétés. La floraison intervient environ un mois après le semis.
Les cacahuètes ne poussent que dans des sols bien drainés et pas trop argileux pour éviter les pertes au moment de la récolte (arrachage). Le pH idéal est de 5,8. Les cacahuètes sont des légumineuses et peuvent satisfaire la totalité ou presque de leurs besoins en azote grâce à une relation de symbiose qu'elles entretiennent avec un type de bactérie (Rhizobium). Il faut inoculer ce rhizobium sur un sol qui en est dépourvu, à raison de 9 kg/ha pour obtenir une bonne nodulation (l'inoculant doit être épandu directement sur la semence dans la raie de semis).
Pour protéger le sol contre l'érosion par le vent et par l'eau, on y installe normalement une culture couvre-sol d'hiver (CIPAN) qui sera ensuite enfouie vers la fin avril, afin de lui laisser le temps de bien se décomposer avant les semailles de l'arachide.
Une rotation des cultures sur 3 ans permet d'augmenter les rendements jusqu'à 50 % en comparaison avec une culture sans rotation.
Les petits exploitants africains plantent souvent les cacahuètes avec une ou deux autres cultures, telles que le sorgho, le millet ou les pois sauvages. Les cultures se font en buttes (surélevées) séparées d'un mètre environ ; ce qui permet d'améliorer le drainage et facilite l'arrachage. Dans les régions de savane au nord de l'Afrique occidentale, elles sont généralement plantées en juin et récoltées en septembre ou octobre. Dans les régions de savane du sud, où les précipitations sont plus élevées, il est souvent possible d'obtenir deux récoltes (la première se faisant d'avril ou mai jusqu'au mois d'août, et la deuxième d'août ou septembre jusqu'au mois de novembre).
La récolte doit se faire dès la maturité (lorsque la pellicule qui recouvre la graine se détache facilement).

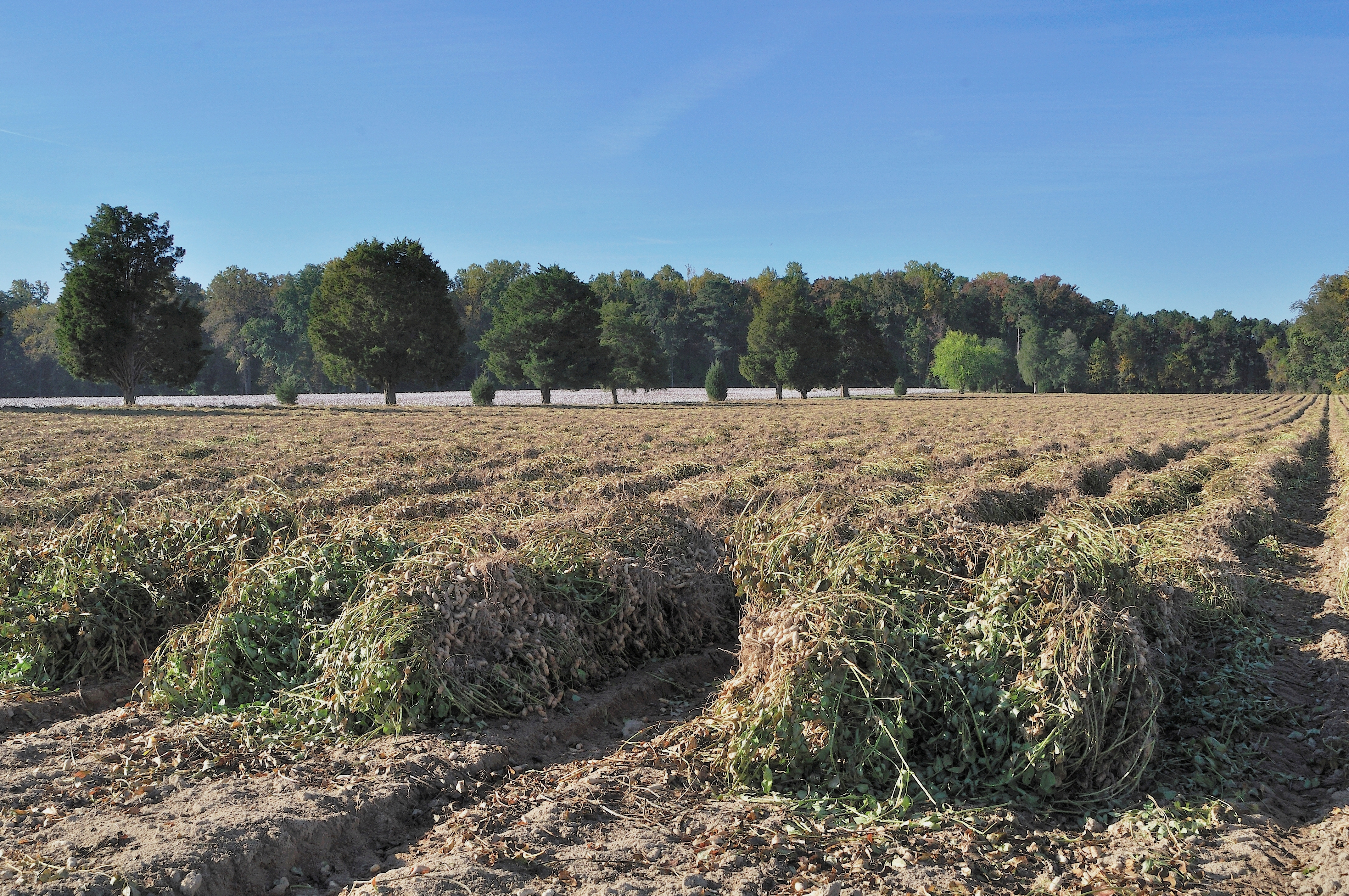
Andains d'arachides séchant, gousses vers le haut après arrachage et avant le passage de la récolteuse. États-Unis, 2012.

Un bon séchage permet d’éviter le développement de moisissures qui peuvent produire des aflatoxines, dangereuses pour le bétail qui consommerait les tourteaux contaminés.
La récolte de l'arachide, ou « soulevage » est suivie du séchage et de l'égoussage (battage), l'ordre de ces deux opérations pouvant être inversé. La teneur en eau des gousses passe ainsi de 30-40 % à 6-8 %, la durée du processus variant de quelques jours (soulevage-battage motorisés et séchage artificiel) à plusieurs mois (séchage naturel et égoussage manuel à mesure des besoins).

### Variétés
Les variétés cultivées sont très nombreuses et regroupées en deux grands types :

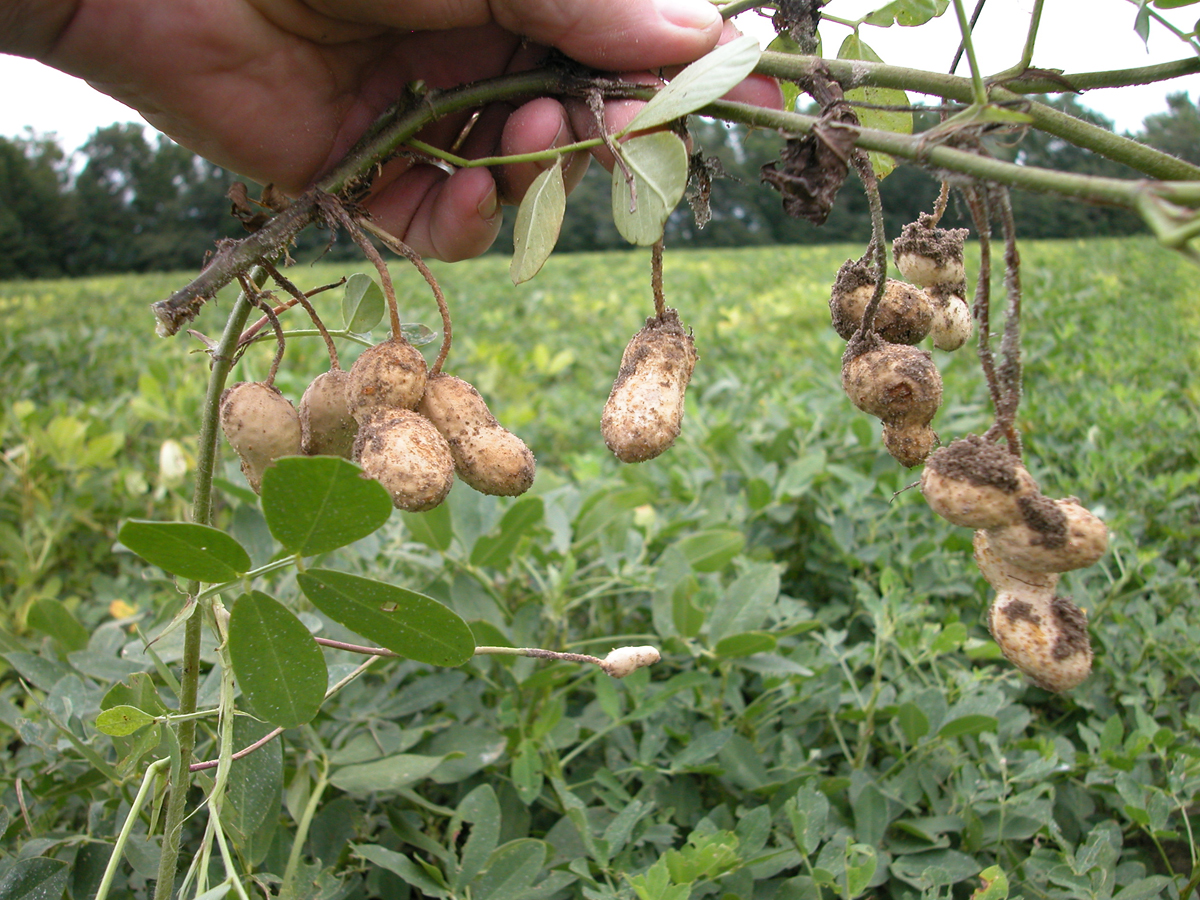
Gousses déterrées pour examen.

- Virginia, à port rampant et à cycle végétatif long (120 à 140 jours) ; les graines ne germent pas prématurément ; cette variété est plus résistante à la tavelure des feuilles ;
- Spanish et Valencia, à port érigé et à cycle végétatif court (90 à 110 jours) ; le rendement est plus élevé, mais la germination rapide après maturité peut poser un problème

### Maladies
À signaler, une maladie virale, la « rosette de l'Arachide », transmise par un puceron. Cette maladie provoque le rabougrissement des pieds et fait baisser sensiblement le rendement surtout si elle apparaît tôt (moins de 40 jours après le semis).
Deux autres maladies fongiques, la cercosporiose (tavelure des feuilles) et la rouille (spores sur la face inférieure des feuilles), sont présentes sur l'arachide surtout en climat humide, où elles provoquent une chute des feuilles entraînant une baisse des rendements en gousses.

### Rendement
Le rendement moyen de l'arachide est très variable. En culture artisanale non irriguée en pays en voie de développement, on obtient parfois à peine 500 kg de graines sèches décortiquées par hectare (mais il y a souvent une récolte secondaire puisque dans ces zones, on utilise également le feuillage comme fourrage qui a un rendement en poids double des gousses) alors que les cultures en pays développés peuvent atteindre plus de 2,7 tonnes d'arachides sèches décortiquées par hectare (et jusqu'à 6 tonnes/hectare lors de concours sur parcelles irriguées). La perte de poids au décorticage des gousses séchées est d’environ 20 à 30 % selon les variétés et autant pour le séchage. Un agriculteur qui récolte 3 tonnes de gousses fraîches n'en a plus que 2 tonnes après séchage et environ 1,3 tonne après décorticage.
Un hectare nécessite environ 100 à 150 kg de semences semées en 40 × 15 cm (40 cm entre les lignes et 15 entre les plants) ou 60 × 15 cm selon les variétés. On sème 2 à 3 graines par poquets à 1 ou 1,5 cm de profondeur. On obtient alors 110 000 à 170 000 pieds/hectare.

## Utilisations

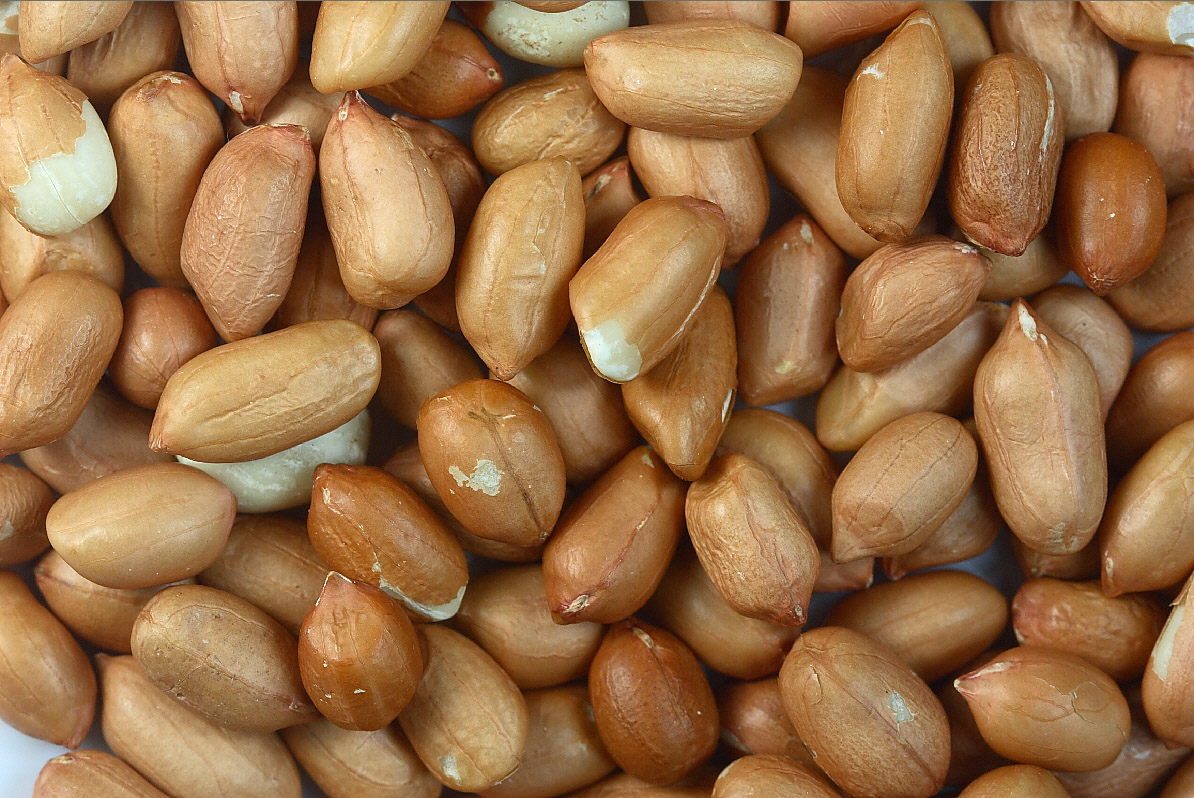
Les graines ovoïdes sont enveloppées dans un tégument sec rose à rouge.

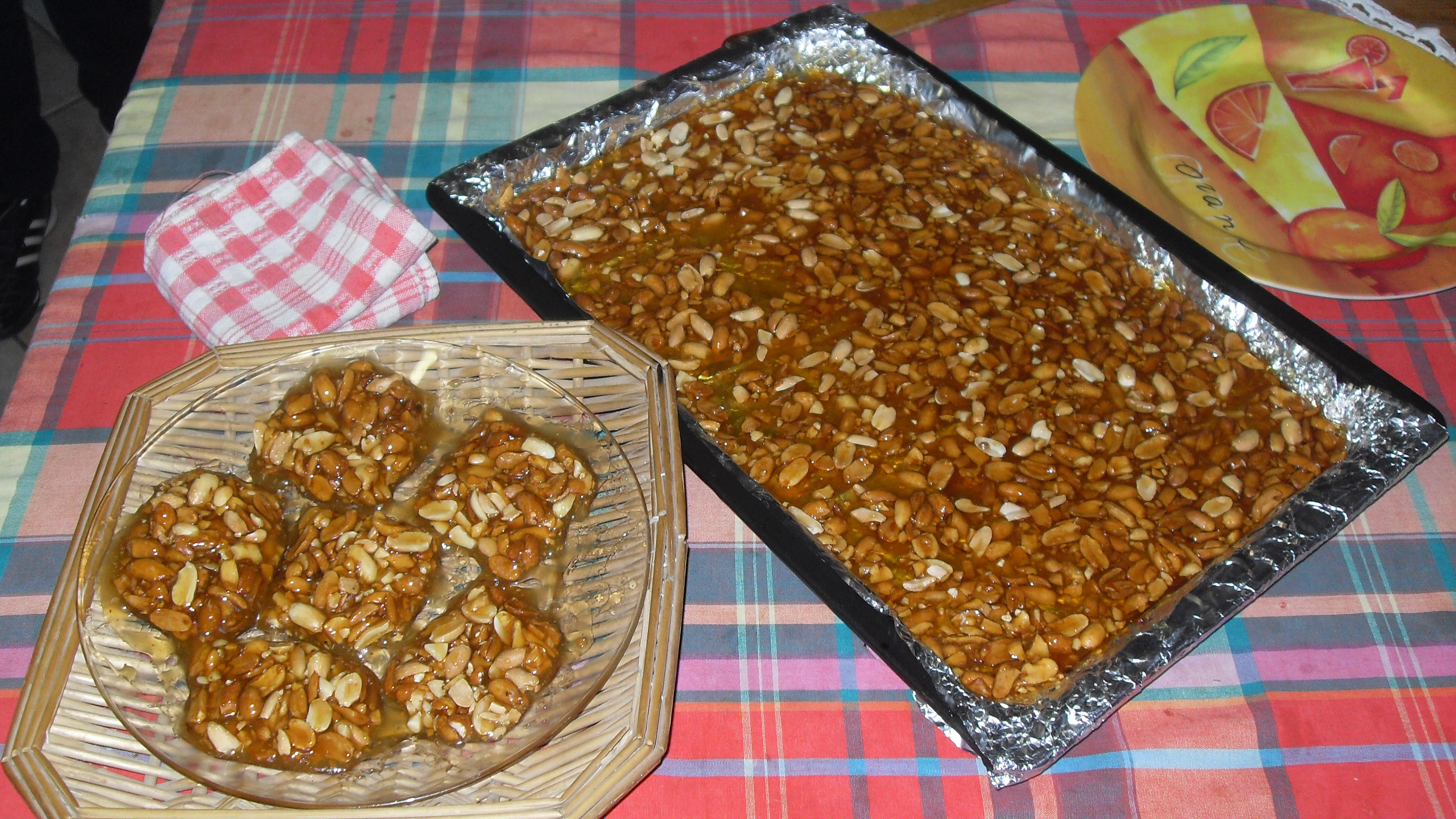
La colle pistache, friandise créole ou nougat d'arachide.

- Alimentation humaine :

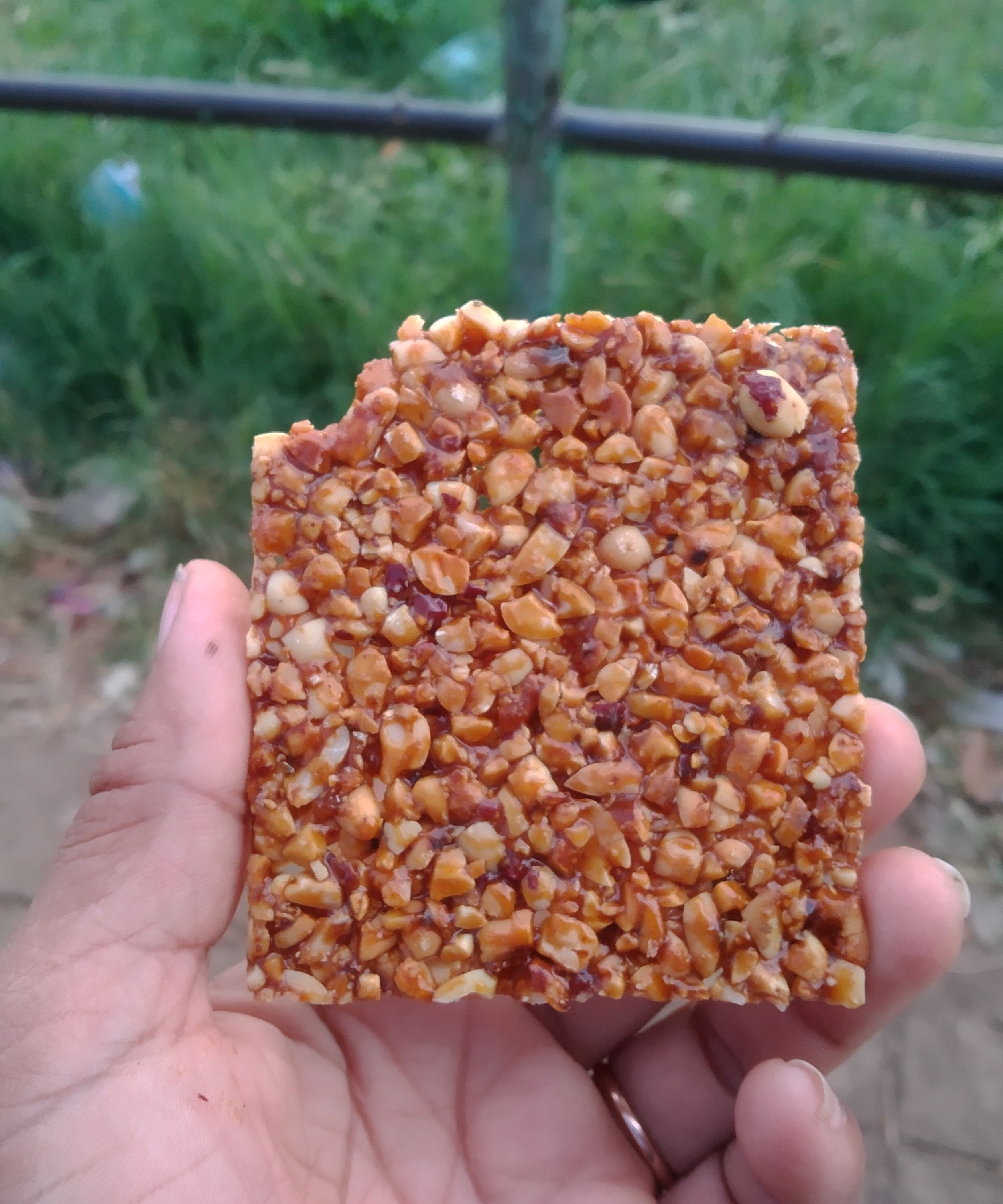
Bonbon pisitasy

  - Bonbon pisitasyhuile d'arachide, utilisée comme huile de table ou comme matière première pour la fabrication de margarine, résiste bien aux hautes températures (friture). Ingrédient des sauces mayonnaise, rémoulade et vinaigrette.
  - beurre de cacahuète (appelé beurre d'arachide au Canada ou beurre de pinottes au Québec). Aux États-Unis et au Canada, le beurre de cacahuètes est un aliment de base.
  - farine d’arachide, aliment de complément employé en biscuiterie (déshuilé, riche en acides aminés essentiels)
  - arachides en coque (aliment de base dans certains pays d’Afrique)
  - arachides décortiquées, arachides grillées pour apéritif (mélangées à d'autres ingrédients tels que : sel, amidon modifié de pomme de terre, exhausteur de goût E621, gélifiant E414, dextrose, farine de blé, levure en poudre, protéines végétales hydrolysées (soja, maïs), épices (paprika, macis), poudre d'oignon, arôme, graines de céleri[17]), arachides pour confiserie (M&M's, pralines, etc.)
  - sauce Saté, condiment en Asie du Sud-Est et aux Pays-Bas
  - l'arachide est également consommée en sauce en Afrique de l'Ouest. La sauce à la pâte d'arachides (obtenue en écrasant des arachides rôties) appelée mafé est une sauce utilisée pour des plats de légumes, viande ou poisson. Elle accompagne également le riz ou le couscous de petit mil, de sorgho ou de maïs. Les arachides crues écrasées sont par contre cuites en sauce avec des feuilles et de la viande. Cette sauce accompagne exclusivement le couscous local.
- Alimentation animale :
  - tourteau d'arachide, résidu de pression après extraction de l’huile
  - fanes utilisées comme fourrage (équivalent aux fanes de pois)[18]. En foin, le séchage dure plusieurs semaines[19].
- Industrie :
  - huile d’arachides de deuxième extraction pour savonnerie
  - coques utilisées comme combustible
- Engrais vert : La culture de l’arachide, comme celle des autres légumineuses, enrichit le sol en azote.
- Plante médicinale : l’huile d'arachide est inscrite à la pharmacopée française comme solvant médicamenteux.
- Composition des graines (sans peau) :
- La molécule de pyridine est responsable de l’odeur des cacahuètes.

L'arachide, par sa consommation sous forme de cacahuète, est une des plantes qui présentent le plus grand risque de contamination alimentaire, aigüe, ou plus souvent latente, par une mycotoxine, l'aflatoxine, synthétisée par le champignon microscopique Aspergillus flavus, et extrêmement cancérogène.

## Allergie

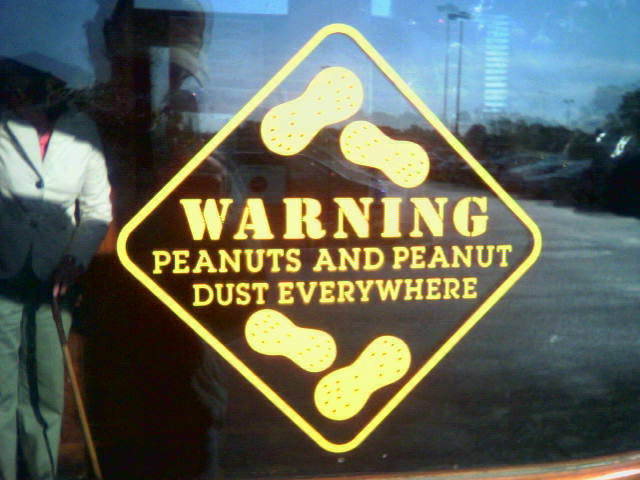
Avertissement « Attention - cacahuète et poussière de cacahuète omniprésentes ».

Certaines personnes souffrent d'allergie, parfois aiguë, à certaines protéines de l'arachide. La prévalence est de l'ordre de 1 %, et tend à augmenter. Cette allergie est responsable de plus de la moitié des décès dus à une allergie alimentaire.
Le traitement repose sur l'éviction totale des arachides et de tous les produits dérivés, imposant un régime rigoureux et souvent complexe, ainsi que la disponibilité d'un traitement anti-allergique sur place en cas d'exposition accidentelle. L'efficacité de la désensibilisation est imparfaite et inconstante mais peut permettre, dans certains cas, une tolérance à de petites doses de cacahuètes.
L'allergie aux arachides est souvent croisée avec l'allergie au lupin[réf. souhaitée].
Pour éviter les risques d'allergie, la compagnie aérienne EasyJet supprime en 2019 la vente de cacahuètes à bord de ses avions.

## Production
La production mondiale d’arachides non décortiquées s’est élevée à 47 millions de tonnes en 2017. Celle des deux plus grands producteurs, la Chine et l’Inde, en représente 56 %.
Une petite production commerciale en est même faite dans le sud du Canada, en Ontario et aussi en France à Soustons dans les Landes (32 hectares d'une variété pure qui se rapproche de la Valencia des États-Unis, et qui a plus de 300 ans, mais qui ne se cultivait plus).
| 2003       | Superficie cultivée | Rendement            | Production         |
| ---------- | ------------------- | -------------------- | ------------------ |
|            | millions d’hectares | quintaux par hectare | millions de tonnes |
| Monde      | 26,46               | 13,48                | 35,66              |
| Chine      | 5,13                | 26,24                | 13,45              |
| Inde       | 8,00                | 9,38                 | 7,50               |
| Nigeria    | 2,80                | 9,64                 | 2,70               |
| États-Unis | 0,53                | 35,40                | 1,88               |
| Indonésie  | 0,68                | 20,16                | 1,38               |
| Soudan     | 1,90                | 6,32                 | 1,20               |
| Sénégal    | 0,90                | 10,00                | 0,90               |
| Birmanie   | 0,58                | 12,70                | 0,73               |
| Ghana      | 0,35                | 12,857               | 0,45               |
| Tchad      | 0,48                | 9,375                | 0,45               |
| Viêt Nam   | 0,24                | 16,65                | 0,40               |

|                          | 2003       |       | 2004       |       | 2016       | 2017       |
| ------------------------ | ---------- | ----- | ---------- | ----- | ---------- | ---------- |
| Chine                    | 13 493 462 | 38 %  | 14 075 000 | 39 %  | 16 422 832 | 17 150 121 |
| Inde                     | 7 700 000  | 22 %  | 7 500 000  | 21 %  | 7 462 000  | 9 179 000  |
| Nigeria                  | 2 700 000  | 8 %   | 2 700 000  | 7 %   | 3 581 000  | 2 420 000  |
| États-Unis               | 1 879 750  | 5 %   | 1 905 700  | 5 %   | 2 531 760  | 3 281 110  |
| Indonésie                | 1 377 000  | 4 %   | 1 450 000  | 4 %   | 570 000    | 480 000    |
| Soudan                   | 1 200 000  | 3 %   | 1 200 000  | 3 %   | 1 826 000  | 1 641 011  |
| Birmanie                 | 710 000    | 2 %   | 715 000    | 2 %   | 1 572 407  | 1 582 693  |
| Sénégal                  | 375 000    | 1 %   | 465 000    | 1 %   | 719 000    | 915 000    |
| Tchad                    | 450 000    | 1 %   | 450 000    | 1 %   | 871 249    | 870 094    |
| Ghana                    | 439 000    | 1 %   | 439 200    | 1 %   | 417 199    | 420 000    |
| Viêt Nam                 | 404 300    | 1 %   | 421 000    | 1 %   | 427 190    | 459 849    |
| Argentine                | 314 285    | 1 %   | 414 285    | 1 %   | 1 001 113  | 1 031 082  |
| République dém. du Congo | 359 640    | 1 %   | 363 850    | 1 %   | 295 000    | 300 000    |
| Autres pays              | 3 918 325  | 12 %  | 3 951 064  | 12 %  |            |            |
| Total                    | 35 320 762 | 100 % | 36 050 099 | 100 % | 44 909 429 | 47 097 498 |

## Commerce

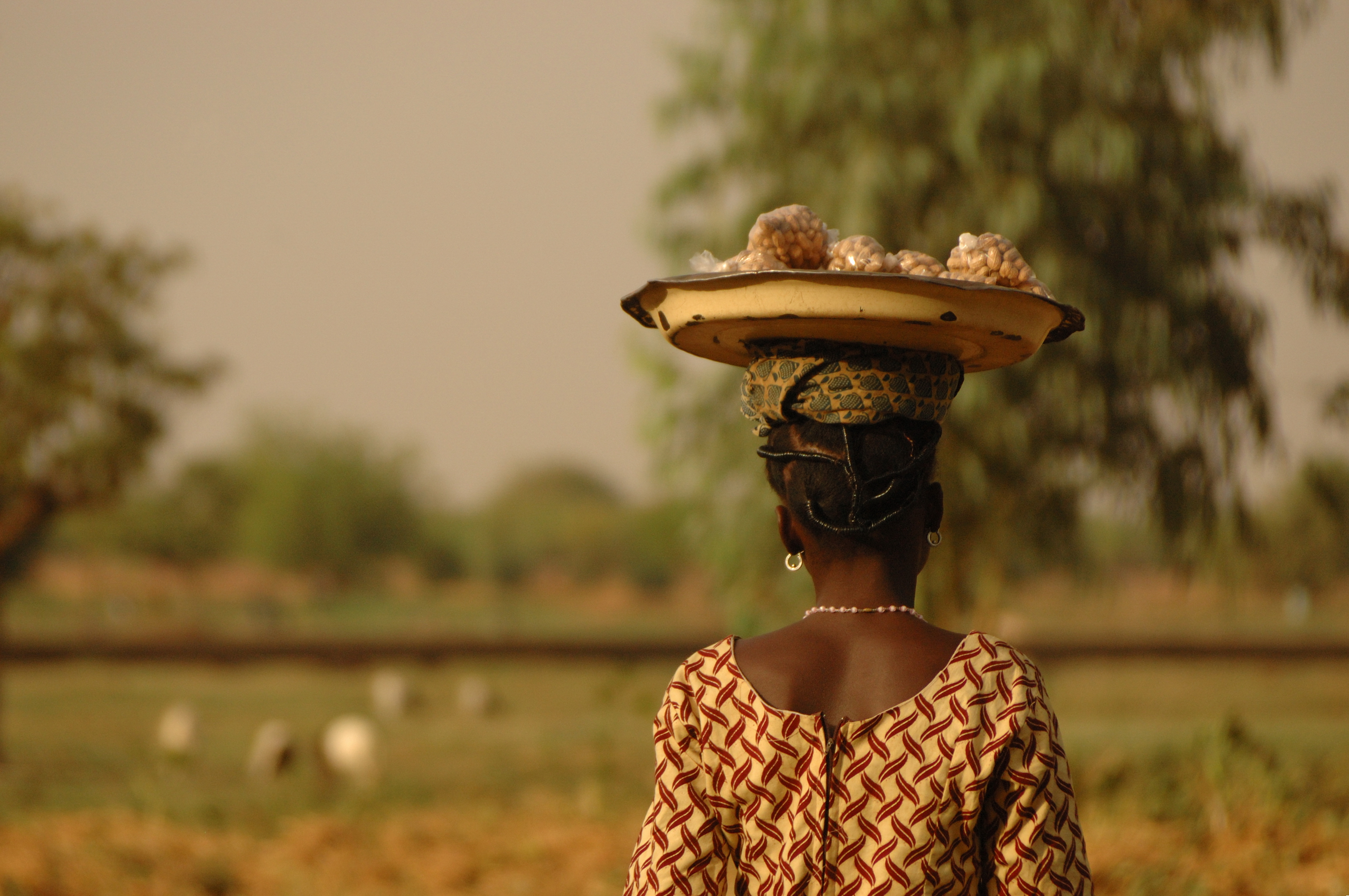
Vendeuse d'arachides à Ouagadougou.

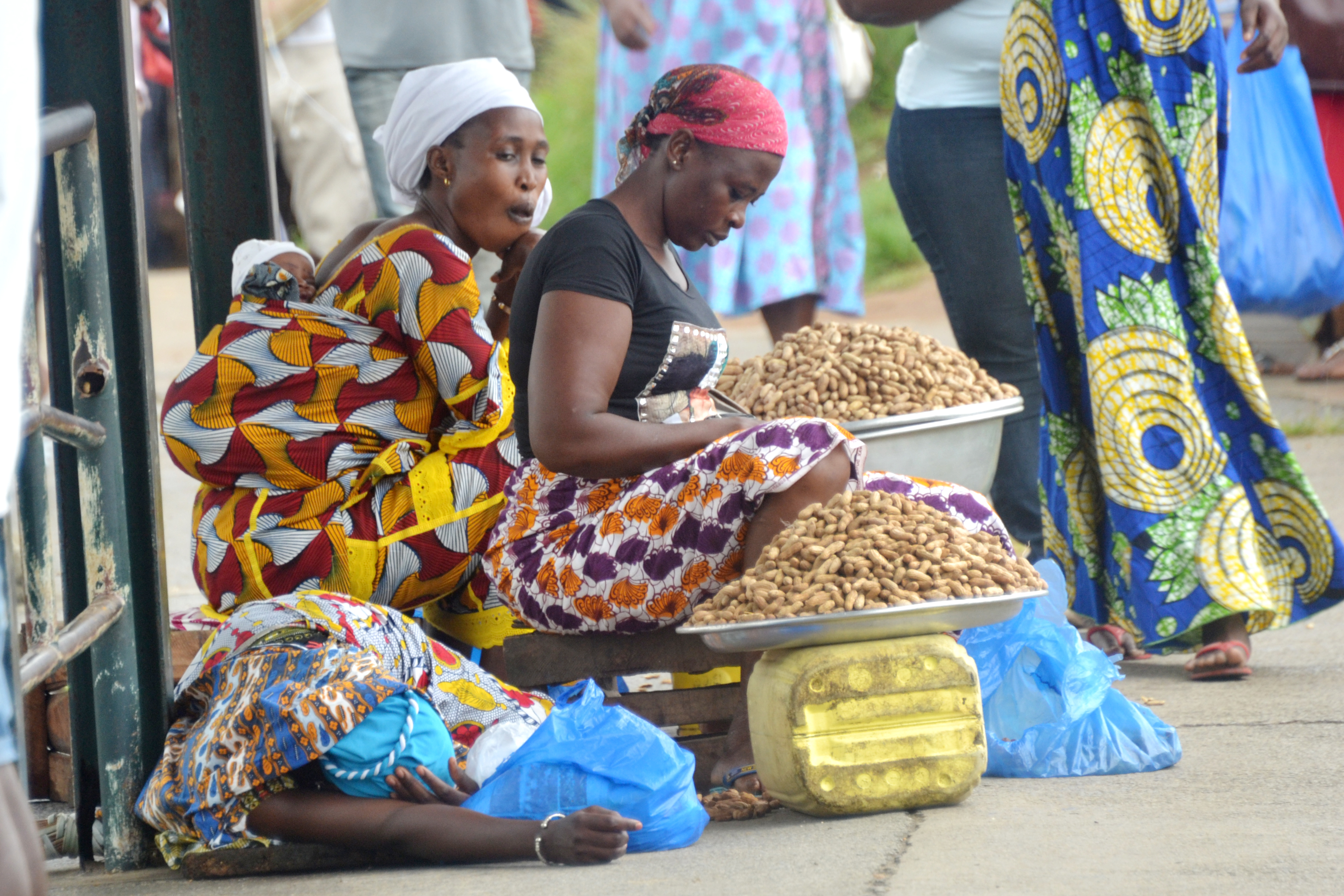
Vendeuses d'arachides à Abidjan, Côte d'Ivoire.

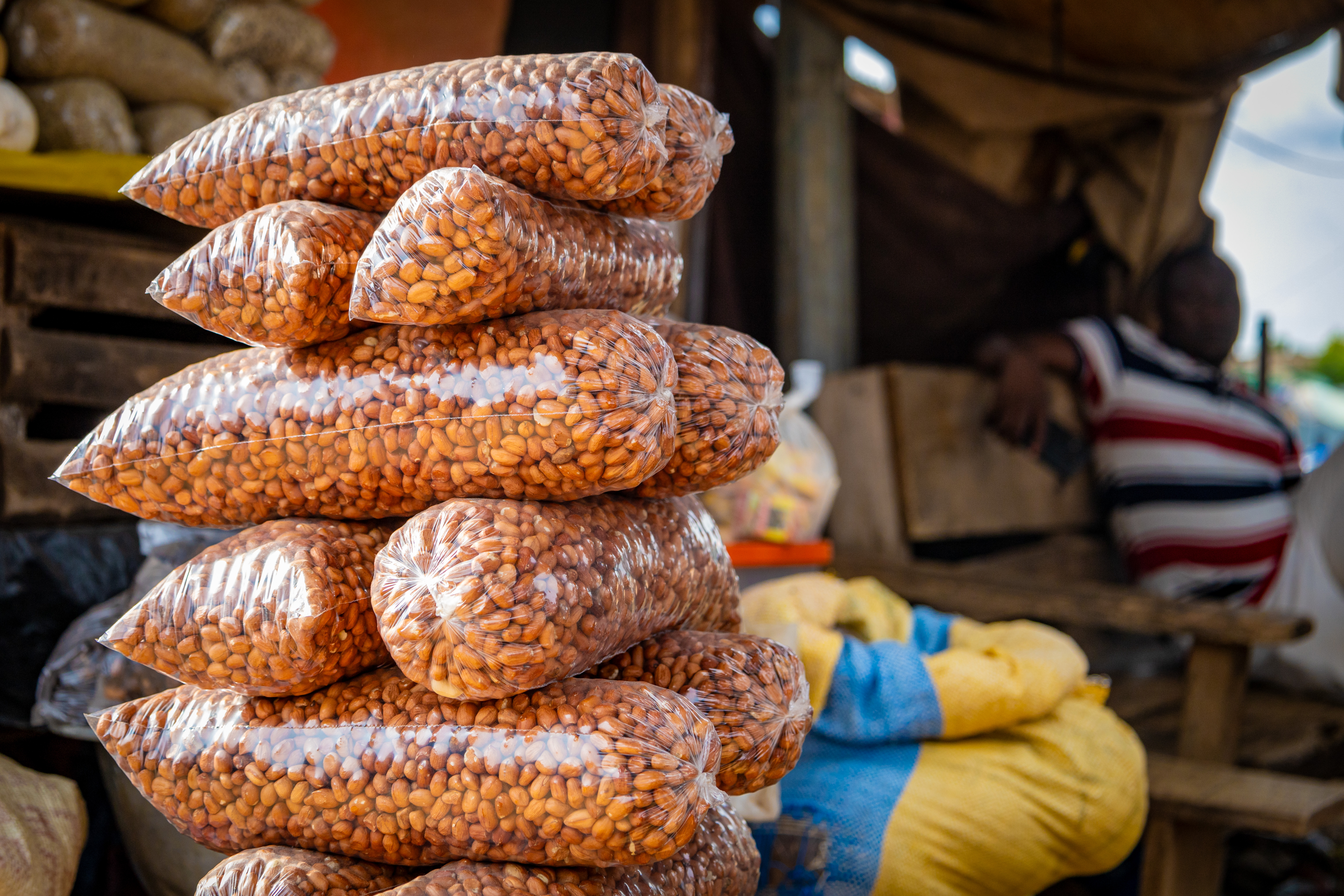
Vente d'arachide à Yamoussoukro.

Les échanges d’arachide portent sur une faible part de la récolte, 4 millions de tonnes (année 2001), environ 11 % de la production, essentiellement sous forme d’arachides en coques (2,4 millions de tonnes). Les échanges de produits dérivés sont assez limités : beurre d’arachide : 49 000 t, huile d’arachide : 270 000 t.
Les principaux exportateurs sont la Chine (1,6 Mt), l’Argentine (0,5 Mt) et les États-Unis (0,4 Mt), les principaux importateurs les Pays-Bas (0,6 Mt), l’Indonésie (0,3 Mt), le Royaume-Uni et le Japon.
La consommation d’huile d’arachide en France et dans l’Union européenne a régressé devant la forte croissance de la production locale d’huile de tournesol et de colza.